# Eyrieux
Der Eyrieux ist ein Fluss im Département Ardèche in der Region Auvergne-Rhône-Alpes im Süden Frankreichs.

## Verlauf
Der rund 83 km lange Eyrieux entspringt in den nördlichen Ausläufern der Cevennen, im Gemeindegebiet von Devesset, wo er zu einem kleinen See aufgestaut wird. Er entwässert generell in südöstlicher Richtung durch den Regionalen Naturpark Monts d’Ardèche und mündet bei La Voulte-sur-Rhône als rechter Nebenfluss in die Rhône. Der Fluss wird mehrfach zur Energiegewinnung aufgestaut.

## Orte am Fluss
- Saint-Agrève
- Saint-Martin-de-Valamas
- Le Cheylard
- Saint-Sauveur-de-Montagut
- Dunière-sur-Eyrieux
- Les Ollières-sur-Eyrieux
- Saint-Fortunat-sur-Eyrieux
- Saint-Laurent-du-Pape
- Beauchastel
- La Voulte-sur-Rhône

## Sehenswürdigkeiten
Im Oberlauf finden sich die landschaftlich schönen Schluchten der Gorges de l'Eyrieux. 

## Tourismus
Der Eyrieux ist, ähnlich wie der weiter südlich liegende Fluss Ardèche, ein attraktives Revier für den Kajak- und Kanusport, wobei die Befahrung des oberen Flussabschnittes nur geübten Paddlern empfohlen wird.